# Motorvägar i Rumänien
Det finns ett antal motorvägar i Rumänien även om landet inte har fullt lika utbyggt som i resten av Europa. Motorvägen A1 är i den västra delen ihopbyggd med den ungerska motorvägen M43 vilket blir Rumäniens förbindelser mot övriga Europa. Det finns större planer på utbyggnader så det ska nå ut över stora delar av landet.

## Lista över motorvägar i Rumänien

Planerade motorvägar i Rumänien

- A1 - Bukarest - Pitești - Sibiu - Deva - Timișoara - Arad - Nădlac - M43 (Ungern) (under byggnad/planerad).
- A2 - Bukarest  – Fetești – Cernavodă – Constanța.
- A3 - Bukarest - Ploiești - Brașov - Târgu Mureș - Cluj Napoca - Oradea - Borș - M4 (Ungern) (under byggnad/planerad).
- A4 - Ovidiu - Agigea
- A6 - Balinț (A1) - Lugoj -  Drobeta-Turnu Severin - Craiova - Calafat - (Bulgarien) (under byggnad/planerad).
- A11 - Arad - Oradea (under byggnad/planerad).